# Mont-ravana
La Mont-ravana és un poblat ibèric situat a uns 10 km al nord-oest de Llíria. Correspon al tipus de pobles que configuren les segona categoria de poblaments edetans, amb base econòmica agropecuària i funcionant com a fonts d'aprovisionament de la capital.

## Distribució
Té una superfície d'entre 6000 i 8000 m² i conserva tot el recinte emmurallat. Aquest està construït seguint un dels models més senzills que utilitzaven els ibers: constitueix, al mateix temps que muralla, el mur posterior dels habitatges. A l'interior, els habitatges estan adossats entre si i oberts a carrers que recorren l'assentament longitudinalment.
Les parets de tova estaven construïdes sobre sòcols de pedra, i tots dos emblanquinats i pintats de roig i blanc. Els sòls estaven piconats o enllosats. A les cases del sector sud, adossades a la muralla, s'aprecien clarament dues estances diferenciades. També adossades a la muralla es van trobar cinc llargues dependències, probablement un complex industrial destinat a la transformació d'aliments, amb zones de molta, almàssera i àrees de premsatge. Aquests últims espais s'entenen com a annexos del sector domèstic.

## Excavacions i troballes
Les primeres excavacions les va dur a terme des del Servei d'Investigació Prehistòrica de la Diputació de València en 1958, centrades en l'extrem nord del poblat. Entre 1978 i 1983 un equip de la Universitat de València va netejar tot el perímetre de la muralla i va prosseguir les excavacions en el poblat, que han continuat de forma inconstant fins a l'actualitat. S'han recuperat materials des de la seua aparició al segle V a. C. fins a la seua destrucció i abandó a mitjan segle II a. C. Les principals troballes inclouen ceràmica ibèrica similar a la recuperada en Edeta (Tossal de Sant Miquel), així com ceràmica grega de figures vermelles i alguns textos escrits, encara que destaca la figura d'un bou, que és l'única mostra d'escultura ibèrica que s'ha trobat en el Camp de Túria.
En el vessant sud, a uns 53 metres al sud-est de la muralla, es van trobar dues tombes aïllades en clot, amb urnes d'incineració. Ambdues estaven acompanyades de la seva corresponent tapadora i mostren decoració geomètrica pintada.